# 萊文斯 (伊利諾伊州)
萊文斯（英語：Levings）是位於美國伊利諾伊州普瓦斯基縣的一個非建制地區。該地的面積和人口皆未知。

## 地理
萊文斯的座標為37°13′02″N 89°03′42″W / 37.21722°N 89.06167°W，而該地的平均海拔高度為146米（即479英尺）。